# 滝川義人
滝川 義人（たきがわ よしと、1937年 - ）は、日本のユダヤ、中東研究者。

## 略歴
長崎県諌早市出身。1962年、早稲田大学第一文学部卒業。
会社勤務を経て、イスラエルに渡りキブツで2年間生活した。
日本に帰国、駐日イスラエル大使館に30年以上勤務。
イスラエル大使館チーフインフォメーションオフィサーを経て、中東報道研究機関（MEMRI）日本代表。

## 著書
- 『ユダヤを知る事典』（東京堂出版） 1994
- 『なるほど! ユダヤの格言・ユダヤの知恵』（日本実業出版社） 1995
- 『ユダヤ解読のキーワード』（新潮選書） 1998
- 『ユダヤ社会のしくみ : 現代ユダヤ人の本当の姿がここにある』（「2時間でわかる 図解」中経出版） 2001
- 『ユダヤの格言99 - 人生に成功する珠玉の知恵』（講談社＋α新書） 2005
- 『日本型思考とイスラエル : メディアの常識は世界の非常識』（ミルトス） 2014

## 翻訳
- 『図解中東戦争 : イスラエル建国からレバノン進攻まで』（ハイム・ヘルツォーグ、原書房） 1985
- 『反乱：反英レジスタンスの記録』上・下（メナヘム・ベギン、ミルトス） 1989
- 『ホロコースト歴史地図』（マーチン・ギルバート、東洋書林） 1995
- 『湾岸戦争 - 砂漠の嵐作戦 - 1990年8月～1991年2月 -』（F・N・シューベルト, T・L・クラウス編、東洋書林） 1998
- 『地政学事典』（ジョン・オローリン編、東洋書林） 2000
- 『「シオン長老の議定書」の大嘘 - 世界の不都合をすべてユダヤ人のせいにする陰謀計画書』（ラビ・アブラハム・クーパー, スティーヴン・レオナルド・ジェイコブス, マーク・ワイツマン、徳間書店） 2008
- 『第三次中東戦争全史』（マイケル・オレン、原書房） 2012
- 『世界歴史叢書 ドイツに生きたユダヤ人の歴史 - フリードリヒ大王の時代からナチズム勃興まで』（アモス・エロン、明石書店） 2013
- 『日本に来たユダヤ難民 - ヒトラーの魔手を逃れて / 約束の地への長い旅』（ゾラフ・バルハフティク、原書房） 2014
- 『深淵よりラビ・ラウ回想録　ホロコーストから生還した少年の物語』（イスラエル・メイル・ラウ、ミルトス） 2015
- 『イスラエル軍事史　終わりなき紛争の全貌』（モルデハイ・バルオン編著、並木書房） 2017
- 『銃後のアメリカ人 - パールハーバーから原爆投下まで』（リチャード・リンゲマン、悠書館） 2017
- 『アメリカに生きるユダヤ人の歴史』上・下（ハワード・モーリー・サッカー、明石書店） 2020
上巻：アメリカへの移住から第一次世界大戦後の大恐慌時代まで、下巻：ナチズムの登場からソ連系ユダヤ人の受け入れまで
- 『白から黄色へ　ヨーロッパ人の人種思想から見た「日本人」の発見』（ロテム・コーネル、明石書店） 2022
- 『ツシマ 世界が見た日本海海戦』（ロテム・コーネル、並木書房） 2023